# Manfred Leve
Manfred Leve (* 13. August 1936 in Trier; † 14. Juli 2012 in Nürnberg) war ein deutscher Rechtsanwalt, Bundesbeamter und Künstlerfotograf.

## Leben
Im Alter von 18 Jahren begann Manfred Leve, an Wettbewerben wie Jugend photographiert (photokina) und an Vernissagen in der Galerie Parnass in Wuppertal mitzuwirken. Nach dem Abitur studierte er Rechtswissenschaften, Kunstgeschichte und Orientalistik in Freiburg, Berlin und Köln.
1962 heiratete er Heidi Bärbel Weides. Aus der Ehe gingen zwei Söhne hervor. Nach zwei juristischen Staatsprüfungen promovierte Manfred Leve in den Jahren 1966/1967 an der Universität zu Köln zum Dr. iur. Danach war er am Amts- und Landgericht Düsseldorf als Rechtsanwalt tätig. Später arbeitete er für die Bundesanstalt für Arbeit in Nürnberg. Dort war er Leiter des Geschäftsbereichs Arbeitsmarktpolitik/Arbeitsvermittlung. Für seine Verdienste bei der Integration junger Portugiesen dekorierte ihn Portugal mit dem Verdienstorden der Republik. Für Verdienste bei der Reform der luxemburgischen Arbeitsverwaltung zeichnete ihn der luxemburgische Minister François Biltgen 2004 im Auftrag des Großherzogs als Kommandeur im Verdienstorden des Großherzogtums Luxemburg aus.
Seit etwa 1954 begann er damit, Ausstellungseröffnungen, Konzerte, Auftritte, Aufführungen und Aktionen von Künstlern zu fotografieren. Ab 1958 beteiligte er sich so an Aufführungen von Sylvano Bussottis Brève für Ondes Martenot solo, John Cages Music Walk und Nam June Paiks Hommage à John Cage in der Düsseldorfer Galerie 22, Merce Cunninghams Ballettabend in Köln und der Veranstaltung NEO-DADA in der Musik in den Düsseldorfer Kammerspielen. 1963 machte er kunsthistorisch bedeutende Aufnahmen vom Festum Fluxorum Fluxus in der Kunstakademie Düsseldorf. Im Januar 1968 entstand eine Serie von Aufnahmen des Künstlers Blinky Palermo in dessen Atelier.
Young Penis Symphony
Nam June Paik, 1963
Fotografie von Manfred Leve

Link zum Bild

Die Arbeit des Künstlerfotografen korrespondierte mit der Kunst und ihren Protagonisten. Im Dialog mit Künstlern wie Sigmar Polke, Merce Cunningham, Nam June Paik, John Cage, David Tudor, Blinky Palermo, Gerhard Richter und Joseph Beuys zeigen seine Fotos nicht nur den jeweiligen Künstler während des Arbeitsprozesses im Atelier oder neben einer vollendeten Arbeit, sondern auch dessen künstlerische Werke an sich. So dokumentierte er Künstler, ihre Werke und deren Entstehungsprozesse. In seinem seinerzeit neuen, dokumentarischen Verfahren verzichtete er bewusst auf gestellte Posen, angespannte Körperhaltungen und erkünstelte Perspektiven, sondern versuchte in seinen Aufnahmen szenische Beziehungen wahrnehmbar zu machen.
Zusammen mit Stephan von Wiese und Erika Kiffl baute er am Museum Kunstpalast ab 2003 das Archiv künstlerischer Fotografie der rheinischen Kunstszene auf. Nach langer Krankheit starb Leve 2012 im Alter von 75 Jahren in Nürnberg, wo er seit 1969 gelebt hatte. Er wurde am 20. Juli 2012 auf dem Düsseldorfer Südfriedhof bestattet.

## Veröffentlichungen
- Zur Einführung einer europäischen FPA-Police im Geltungsbereich des EWG-Vertrages. Möglichkeiten und Grenzen nach Art. 85 u. 86 EWG-Vertrag. Rechtswissenschaftliche Dissertation vom 3. Juli 1967 an der Universität Köln, Köln 1967.
- Aktionen, Vernissagen, Personen der rheinischen Kunstszene der 50er und 60er Jahre. Eine Fotodokumentation. Rheinland-Verlag, Köln 1982, ISBN 978-3-7927-0675-6.
- mit Eckhard Stothfang und Heino Arnold: Arbeitsförderungsgesetz. Kommentar. Nomos Verlagsgesellschaft, Baden-Baden 1996.